# Айн-Маллаха
Айн-Маллаха́, или Эйнан, — натуфийское поселение, построенное и заселённое около 10 000—8000 лет до нашей эры. Жители поселения вели оседлый образ жизни охотников и собирателей, важным шагом для них стал переход к земледелию и скотоводству.

## Поселение
Поселение располагалось на территории современного Северного Израиля, в 25 км к северу от Галилейского моря, в месте, окружённом холмами, вблизи озера Хула. К тому времени данная территория густо поросла дубовыми, фисташковыми и миндальными зарослями. Натуфийский посёлок заселялся в три этапа. В первые две фазы были сооружены массивные, а в третьем — меньшие каменные сооружения. Эти фазы проходили в период от 12 000 до 9600 лет до н. э. Жилища были частично в земле, имели подземные этажи, а стены были построены из камня. Деревянные столбы поддерживали крыши, вероятно, сделанные из хвороста и шкур животных. Очаги располагались в домах. Айн-Маллаха содержит наиболее раннее археологическое свидетельство об одомашнивании собаки (захоронение человека с домашней собакой).

## Образ жизни
Жители Айн-Маллаха были оседлыми охотниками и собирателями. Вполне вероятно, они жили в Айн-Маллаха целый год, собирая пищу и дикие съедобные растения, а также охотясь на соседних территориях. Жители использовали ручные ступки для измельчения диких орехов и зерна, и каменные серпы для срезания растений. Многие из этих каменных серпов до сих пор имеют блеск, указывая на то, что ими часто пользовались для скашивания большого количества растений, скорее всего дикой пшеницы и ячменя. Известно, что жители ели газелей, кабанов, косуль, зайцев, черепах, рептилий и рыбу.

## Погребальные традиции
Вполне вероятно, что целые семьи были похоронены в остатках собственных домов, которые впоследствии были заброшены. Во время раскопок было найдено жильё, содержащее могилы 11 мужчин, женщин и детей, многие из них имели украшения, сделанные из лопатоногих моллюсков. В другом жилье были найдены останки 12 человек, один из которых держал руку на теле маленького щенка.

## Археологические исследования
Поселение Айн-Маллаха было обнаружено в 1954 году, раскопки проводились под руководством Ж. Перро (J. Perrot), М. Ле Шевалье (M. Lechevalier) и Ф. Валла (Francois Valla) из НЦНИ Франции.